# Iwan Wucow
Iwan Kolew Wucow (ur. 14 grudnia 1939, zm. 18 stycznia 2019) – bułgarski piłkarz, trener i działacz piłkarski.

## Kariera piłkarska
Jako zawodnik występował w Botewie Płowdiw, Lewskim Sofia i Akademiku Sofia. Największe sukcesy odniósł z Lewskim – dwukrotnie zdobył z nim mistrzostwo (w 1965 i 1968 roku) i raz wygrał rozgrywki o Puchar kraju (w 1967 roku).
Był również reprezentantem Bułgarii. W drużynie narodowej rozegrał 24 mecze. Spełnieniem jego kariery reprezentacyjnej był udział w mundialu 1966. Na tym turnieju podopieczni Rudolfa Vytlačila przegrali wszystkie trzy spotkania grupowe (0:2 z Brazylią, 0:3 z Portugalią i 1:3 z Węgrami); Wucow wystąpił we wszystkich od pierwszej do ostatniej minuty.

## Kariera szkoleniowa
Niedługo po zakończeniu kariery piłkarskiej rozpoczął pracę szkoleniową. Trzykrotnie (1975–1976, 1977–1980 i 1992–1993) był trenerem Lewskiego Sofia, z którym zdobył po dwa mistrzostwa (1979 i 1993) i Puchary Bułgarii (1976 i 1979).
Ponadto pracował w innych klubach bułgarskich (Spartak Warna, Spartak Plewen, Sławia Sofia, Łokomotiw Płowdiw), a także za granicą. W chorwackim Hajduku Split, gdzie przebywał pod koniec lat 80., odkrył talent Alena Bokšicia.
W tej samej dekadzie dwa razy (1982–1986 i 1989–1991) prowadził reprezentację Bułgarii. Pierwsza kadencja okraszona została awansem do mundialu 1986; w eliminacjach drużyna pokonała m.in. NRD i Jugosławę. Na samym turnieju Bułgarzy po raz pierwszy w historii awansowali z grupy (mimo iż nie wygrali ani jednego spotkania). Dopiero w 1/8 finału przegrali z Meksykiem, a Wucow złożył dymisję.
Po raz drugi został opiekunem drużyny narodowej pod koniec 1988 roku, kiedy po słabym początku eliminacji do mundialu 1990 odszedł Boris Angełow. Wucow dokończył przegrane kwalifikacji i rozpoczął przygotowania do kolejnych, do Euro 1992. Jednak pod jego kierunkiem Bułgarzy potrafili wygrać tylko jedno spotkanie (3:0 z Rumunią), dodatkowo kilku młodych liderów (Borisław Michajłow, Ljubosław Penew i Christo Stoiczkow) zarzuciło selekcjonerowi niekompetencję i w efekcie wszyscy zostali wykluczeni z kadry. Do problemów selekcjonera doszła jego dyskwalifikacja (na trzy lata) po tym, jak w spotkaniu eliminacji do Euro ze Szkocją (1:1), zachowywał się agresywnie wobec sędziego. Po meczu eliminacyjnym ze Szwajcarią (2:3, chociaż do '88 minuty Bułgarzy prowadzili 2:1) Wucow rozstał się z reprezentacją.

## Kariera działacza
W połowie lat 90. poświęcił się działalności w Bułgarskim Związku Piłki Nożnej. Przez wiele lat był sekretarzem generalnym i najbliższym współpracownikiem kontrowersyjnego szefa BFS Iwana Sławkowa. Dziennikarze wielokrotnie zarzucali mu zbytnią ingerencję przy powołaniach do kadry i wyborze meczowej jedenastki. Niektórzy piłkarze (np. Danieł Borimirow) twierdzili nawet, że aby zagrać w kadrze, trzeba dać sekretarzowi Wucowowi łapówkę.
Pod koniec 2005, po ustąpieniu Sławkowa, Wucow przeszedł na emeryturę.
Jest ojcem trenera piłkarskiego Welisława Wucowa.